# 現代ポルノ伝 先天性淫婦
『現代ポルノ伝 先天性淫婦』（げんだいポルノでん せんてんせいいんぷ）は、1971年（昭和46年）12月17日公開の日本映画である。東映京都撮影所製作、東映配給。カラー、86分。R18+。

## 概要
池玲子主演3作目で、フランスのポルノ女優・サンドラ・ジュリアンとの共演で"日仏2大ポルノ女優の共演"というキャッチコピーを押し出したプロモーションが行われた。

## あらすじ
母親ゆずりの先天的淫婦の血を受け継ぐ女子高生・尾野崎由紀（池玲子）は、純真な心と相反する肉体の欲望に翻弄され、男から男へ渡り歩き、最後にインテリ青年によって救われようとする瞬間、その青年を慕ってやってきたパリジェンヌ（サンドラ・ジュリアン）と三つ巴の異常セックスに陥る。

## スタッフ
- 企画：天尾完次
- 脚本：掛札昌裕、鈴木則文
- 撮影：赤塚滋
- 照明：金子凱美
- 録音：堀場一朗
- 美術：雨森義允
- 音楽：鏑木創
- 編集：堀池幸三
- 刺青絵師：毛利清二
- 助監督：依田智臣
- 記録：梅津泰子
- 装置：温井弘司
- 装飾：宮川俊夫
- 美粧結髪：東和美粧
- 衣装：豊中健
- 擬斗：三好郁夫
- 進行主任：真沢洋士
- 現像：東映化学
- 監督：鈴木則文

## キャスト
尾野崎由紀
演 - 池玲子
ミッション系の聖南女子学園の生徒であったが京都の実家に帰省中、母・絹枝の情夫である安川に処女を奪われ、家を飛び出し、学校を辞め、新宿のGOGOクラブに勤める。だがそれ以降、由紀の身体は心を裏切っていつも淫らな行動を期待しており、いろんな男と寝ずにはいられない身体となっている。
本間洋一郎
演 - 宮内洋
若手建築家。松村金融会長・松村権一郎の一人息子。フランスの留学経験もあり、フランス語を話せる。追われていた由紀を洋一郎が助けた事が縁で付き合い、いつしか愛し合うようになり、由紀に求婚する。
サンドラ
演 - サンドラ・ジュリアン
洋一郎の昔の恋人。パリ大学で東洋哲学を専攻している。洋一郎を追って来日したが、由紀の存在を知って困惑し、自分と由紀のどちらを選ぶか洋一郎に詰め寄る。

### 尾野崎家
尾野崎絹枝
演 - 三原葉子
由紀の母。京都で「BAR絹」のマダムとして経営している。由紀の件があってからお店を売却し、東京で「Club絹」を経営し、繁盛させる。
山田鈴子
演 - 渡辺やよい
東京での尾野崎家に勤める女中。「鈴ちゃん」の呼び名で絹枝や家の身の回りの世話をする働き者。
安川
演 - 藤木孝
京都での絹枝の情夫。ボウリングに凝っており、何度も優勝している。帰省中の由紀の処女を奪う。
戸間口武
演 - 北村英三
東京での絹枝のパトロン。戸間口商事の社長で神戸に六軒もキャバレーを経営している。東京進出を目指し、「Club絹」は東京の第一号店である。松村金融から融資を受けている事から松村の命令に従う。

### 由紀との肉体関係者
大場清
演 - 小池朝雄
新宿侠友会幹部。侠友会三羽烏の一人で「児雷也の大場」の異名を取る。新宿のGOGOクラブで男たちに襲われた由紀を助けた事が縁で由紀と同棲するが1年たったある日、暴力団同士の出入りで重傷を負い、それからは見る影もなく落ちぶれ、いつしか組を辞め、由紀のヒモとなって生活する。由紀を一人の女として成熟させた男だが出入りの傷が元で性交ができず、由紀が朝帰りをするたびに問い詰め、嫉妬と独占欲が強い。
梶村仁
演 - 小島慶四郎
江東ケーミカルシューズ社長。ポルノフィルムの鑑賞客の一人で傍にいた由紀と肉体関係となり、由紀のパトロンとして車やマンションを買い与え、いろんな体位を研究する。カツラを着用している。
お姉さま
演 - 杉本美樹
聖南女子学園の由紀の先輩。処女であり、いつか自分の身体が男に奪われる事に不安を覚えながら、由紀に初めての“相手”として身体を捧げる。

### 松村一族
松村綾乃
演 - 女屋実和子
松村の娘(洋一郎の姉)。夫である明人とは政略結婚であった事から仲が冷え切っている。陰では戸間口と密通している。
松村明人
演 - 渡辺文雄
洋一郎の義兄。義父である会長・権一郎の片腕(No.2)として働く。妻・綾乃とは政略結婚で松村家の跡取りを狙う野心家。
松村権一郎
演 - 遠藤辰雄
松村コンツェルン(金融)の会長。「Club絹」の常連でホステスであった由紀に目をつけ、自分の愛人にしようと目論む。

### その他
屋台の親爺
演 - 岡部正純
洋一郎が学生時代から通っている常連のおでん屋台を経営する親爺。赤ん坊を背負って営業している。
万理江
演 - 牧淳子
ポルノフィルム上映会で由紀に梶村を紹介する。
土居
演 - 川谷拓三
新宿侠友会組員。大場の弟分で梶村に20万円で雇われ、大場から由紀を取り返そうとするサングラス男。
組員
演 - 志賀勝
新宿侠友会組員。大場の弟分で梶村に20万円で雇われ、土居とともに大場から由紀を取り返そうとするヒゲ男。

### サンドラの妄想の人物
女中
演 - 山田みどり
火のついたロウソクを持ってくる女。背中に大蛇の刺青がある。
イレズミ褌男
演 - 名和宏
日本刀を持って現れ、欲情するサンドラの乳房や体幹を責め立てる。
イレズミ褌男
演 - 汐路章
日本刀を持って現れ、欲情するサンドラの顔や首スジを責め立てる。
イレズミ褌男
演 - 岩尾正隆
日本刀を持って現れ、欲情するサンドラの下半身や脚を責め立てる。

## 製作

### 企画
企画、及びタイトル命名は岡田茂東映社長。岡田茂の右腕ともいわれた天尾完次東映プロデューサーが、鈴木則文とスカウトした池玲子に「日本初のポルノ女優」というキャッチコピーを付けると、マスメディアの食いつきが良く、池のデビュー作『温泉みみず芸者』撮影中に早くも岡田社長は、池の主演第二弾製作を指示した。「"悪女もの"でタイトルも決めた。"先天性毒婦"や、と岡田社長が言っている」と鈴木は渡邊達人企画部長からタイトルを聞かされた。"先天性"とは"生まれつき"という意味である。鈴木は「先天性毒婦だって... あの子はまだ16歳、未成年ですぜ!」と言い返そうとしたがやめた。
"現代ポルノ伝"というタイトルは、岡田が任侠映画のタイトルによく用いた"日本〇〇伝"、"昭和〇〇伝"といった一見"実録"かのようにもとれるタイトルからの起用と見られ、"先天性〇〇"の方は、日本で1971年に公開されたイザベル・サルリ主演のアルゼンチン映画『先天性欲情魔』（MGM配給）のパクリ。『週刊文春』から"先天性ポルノ映画製作魔"と笑われた。『先天性欲情魔』というタイトルはMGM日本支社の宣伝部が考えたもので、当時の映画関係者から「よくこんなタイトルを思いついたものだ」と唸らせ、今日でも映画興行者の語り草になっているといわれる。
池玲子のファン層は高校生を中心とした十代の若者で、岡田の付けた"毒婦"では中年親父の助平心は刺激するが、若くハツラツとした肢態の色気を求める若者にはピンと来ないと、鈴木は天尾を通じて「タイトルを『先天性悪女』に変更して欲しい」と強く頼んだが、受け入れられず、正式に『現代ポルノ伝 先天性淫婦』と最終決定した。生まれつきの"毒婦"でも生まれつきの"悪女"でもなく、生まれつきの"淫乱女"に変更された。鈴木は夢や奥深いニュアンスや官能美をイメージしていたため、それらは全て吹き飛ばされた。
映画のタイトルに"ポルノ"という語が使用されたのは『にっぽんぽるの白書』（1971年7月公開、国映）、『ヤスジのポルノラマ やっちまえ!! 』（1971年9月24日公開、東京テレビ動画製作、 日本ヘラルド配給）、『ポルノの帝王』（東映）に次ぐものと見られ、日本の大手映画会社のポルノ映画としては本作が初のタイトル使用と見られる。日活ロマンポルノのタイトル命名よりも早い。長澤均は「『現代ポルノ伝 先天性淫婦』以降、"ポルノ"という言葉が急速に一般化した。この後、公開されるソフトコアやエロティック洋画の邦題に"ポルノ"という言葉が急激に使われるようになった」と論じている。
当初は池玲子の主演二作目の予定だったが、岡田は二作目に『女番長ブルース 牝蜂の逆襲』（1971年10月27日公開）の製作を指示し、本作は池の主演三作目になった。

### サンドラ・ジュリアンの招聘
『女番長ブルース 牝蜂の逆襲』製作中に東映の国際部パリ支局から、「フランスの女優が日本に強い関心を寄せ、東映の映画に出演してもいいと云っている」という連絡があった。鈴木は「誰だ、その女優は？フランソワーズ・アルヌールか？それともミレーヌ・ドモンジョか？」と贔屓にしていたフランスの人気女優の名前を挙げると天尾は一瞬沈黙し、「もっといい女優だ。今、日本で出演作を上映している。『色情日記』というタイトルだ。観ておいてくれ。これで池の第三弾の目玉が出来るぞ」と言った。三作目にもなるとマンネリなどと批判されるのが常なので、何か強いインパクトが要ると考えた天尾が、日本人好みの清純派の美貌を誇るフランスのポルノ女優に目を付け、池玲子との東西二大ポルノ女優共演を思いついた。当時は西洋女性の肉体に関して、今日では想像も出来ないくらいの憧憬や渇望があった。東映は1971年8月2日にサンドラ・ジュリアンが『色情日記』(日本ヘラルド配給)のプロモーションで来日したついでに、本作より先に池玲子の主演二作目だった『女番長ブルース 牝蜂の逆襲』でサンドラを池と共演させる計画を立てていたが、サンドラが初めての長旅と東京の暑さに生理日も重なり体調不良を起こし、最初の記者会見で顔面蒼白で現れ、ヌードにはなったが、中落合の聖母病院に肝臓疾患で入院し、以降、8月12日の帰国までビッシリだった予定は全てキャンセルし映画出演もなくなった。東映は日仏ポルノ女優の共演を諦めきれず、東映国際部を通して再びサンドラにアタックし、本作で共演を実現させた。ギャラは東映の中堅クラス（推定50万円）、プラス京都見物、京都人形のおみやげ。
サンドラ・ジュリアンは両親がイタリア系移民のイタリア系フランス人。1971年の雑誌メディアには1952年生まれの20歳と書かれている。身長170cm、B90cm、W58cm、H91cm。当時のポルノ女優にしては珍しく知的な美貌で、髪は金髪ではなく赤みがかかったブラウン。瞳もブラウン。スレンダーながら出るところはバッチリで出て、特にお尻の形が非常に良かったとされる。池玲子は「ハダカでも彼女に負けられませんが、演技でも負けません。ヤマトナデシコのメンツにかけても負けらせません」と決意を述べた。外国のポルノ女優が日本の映画に出演するのは初めてで、当時の欧米のポルノ映画は、ボカシや修正も併せて、題名や宣伝で扇情させても中身は伴わない物も少なくなかったため、日本のマスメディアは「北欧やアメリカ並みのポルノは無理としても、看板に偽り有りの映画はゴメン。ニセモノにならないよう東映さん、ガンバッテ」などとおちょくった。

### 脚本
サンドラに古い伝統ある〈憧れの千年の都〉京都での撮影をオファーすると出演を承諾したため、古都を行く孤独なパリジェンヌ、その旅愁と異国での恋の破局といったプロットが打ち出され、石井輝男作品で東映ポルノの異色作を手掛けた掛札昌裕に脚本が発注された。セックスシーンの目玉は、ポスター等のキービジュアルに使われた古い日本旅館で、雷雨の夜、全身刺青のヤクザ三人に犯される金髪白肌の美しき獲物サンドラである。演じるヤクザ役の三人は、汐路章、岩尾正隆、名和宏（名和がノンクレジットの理由は後述）。鈴木は社会批判を込め、主人公を小平義雄の娘に設定したが、天尾に却下された。

### 撮影
サンドラ・ジュリアンが二度目の来日をしたのは1971年10月14日。今度は元気に記者会見やテレビ出演、雑誌取材等をこなした後、撮影のため、東映京都撮影所を訪れたのは洛西嵐山の山々が紅葉に染まり始めた1971年10月24日。サンドラは真面目で態度もよく、池とのレズシーンや前述の4Pシーンも懸命に演じた。「何で刺青男に犯されるの?」と聞いてきたので、鈴木が「日本には浮世絵の伝統があって、歌舞伎があり、これは東洋の神秘なんだ」などと説明をして納得させた。当時のポルノ映画の撮影はヘアーを隠すため前貼りで性器を隠していたが、サンドラが「アンダーヘアだって体の一部ではないか。全部美しい。何故そんな不自然なことをするのか。ノン、ノン、ちっとも恥ずかしくない」などと主張し前貼りを拒否したため、三原葉子たち女優陣もそれに倣って前貼りなしで撮影した。しかし池は「私はいくらポルノ女優といわれても大和撫子だわ。中身が見えるのはイヤ。恥ずかしいもの」とベッタリ絆創膏を貼った。これら際どい乱交シーンや同性愛描写に映倫審査で数々のクレームがついた。サンドラは当時のマスメディアにも盛んに取り上げられたが、映画がすごく好きな人で〈映画女優〉という言葉にプライドを持っており、またそう呼ばれることに喜びを感じていたが、日本では〈ポルノ女優〉と言われることにひどく抵抗と屈辱を感じ、「わたしはポルノ女優ではない。映画女優だけでは日本で何故だめなのか。文化の違う異国に仕事で来たので我慢しているが、もしどうしても付けたいなら〈エロティシズム女優〉にして欲しい」「将来、いいシネマに出るための一段階と思えば、裸なんてなんともないの。あのバルドーだってそうだったでしょ。私の個人的感情なんかきれいに捨ててしまうもの。日本の女性って、仕事の時でも、乳房はそのままなのに、下の方だけは隠すのね。ウイ、私は平気よ。だって私のアソコをカメラが写すわけじゃないもの」などと話した。サンドラを撮影所や映画村を案内した際、テレビ時代劇の撮影を目撃し、「いつかああいう扮装のドラマに出たい」と言ったため、時代劇のお姫様の衣装を着せたところ、少女のように無邪気にはしゃいだことが切っ掛けの一つとして、翌1972年に『徳川セックス禁止令 色情大名』で再びサンドラを招いた。
洋画のポルノ映画を、"ポルノ"という言葉が普及する以前は、洋画ピンク映画、略して"洋ピン"などと呼ばれたが（説明しづらいため以降は"ポルノ映画"で統一）日本への輸入が目立って増えたのは1968年。それまでの映画に於ける性愛描写は間接的な表現が大半だったが、それらポルノ映画は男女の情交場面をより直接的に表現し、世界中を席捲した。日本でも外国人(特に白人)のセクシャルな映像がふんだんに観れると大きな反響を呼んだ。また1967年にデンマークで、1969年にスウェーデンと西ドイツでポルノが解禁されると、日本でもポルノ解禁論議を呼び、映画誌は勿論、雑誌メディアを中心に欧米の性の解放と合わせ、洋画ポルノを盛んに取り上げた。ポルノ解禁とは、男女のアンダーヘア、性器、結合シーン（のみ国によってはダメのケースもある）も全て隠さないハードコアを上映するという意味である。日本では最初は、"性医学映画"だの性科学映画だの、性教育映画だの、セックスレポートだのという形で入り込み、段々エスカレートしていったが、日本は勿論、欧米でもまだポルノ映画の女優の美人度は低く、スター性のある美女の出現が待たれた。昔も今も変わらない日本人好みの線の細いロリ的な清純派のポルノ女優でいえば、日本で1969年に『早熟』(西ドイツ)などが公開されたスウェーデンのマリー・リシュダールが、ヨーロッパ映画最大の新星などと騒がれ、最初に日本でも人気が出て、映画関係者も期待したが、すぐに引退してしまった。
このような背景があり、1971年夏にサンドラ・ジュリアン主演の『色情日記』が日本で公開され、『色情日記』のプロモーションで"ポルノ映画史上最高の美女"を謳い文句に、サンドラ・ジュリアンが同年8月2日に来日した。サンドラは来日当時21歳で、美形で日本人好みの可愛らしさもあり、素晴らしいプロポーションで、男性誌を中心に雑誌メディアのグラビアでも多数取り上げられた。また1971年8月2日の『11PM』（日本テレビ/よみうりテレビ）にもサンドラが出演したが、前述のように体調が悪い上にフランス国営放送に出るほど大変なことと緊張し、全く笑えず、司会の大橋巨泉から「愛想のネェ女だな！」と罵声を飛ばされた。しかしここで見せた容姿と囁くような声に虜になった青少年もいたといわれる。1971年10月28日の『11PM』では出演はしなかったが「ポルノ実況中継！」というタイトルで『現代ポルノ伝 先天性淫婦』の特集が組まれ、さらに浅井慎平撮影による池玲子とサンドラ・ジュリアンを森の中で全裸で駆けまわらせたり、二人のレズシーンを撮影したフィルムを放送し、「ついに日本もポルノ解禁か」と期待させた。
フランスでポルノが解禁されたのは1975年のため、サンドラ・ジュリアンはエロティックな映画に出て裸にはなっていたが、後のシャロン・ケリーのような本番をやっていたわけではなかった。サンドラ・ジュリアンは日本で人気が出て、来日時に『セクシーポエム』というアルバムも出し、2011年3月にはトリプルBOXなども発売され、今日でも日本でリリースされていないヨーロッパでの出演DVDなどがオークションで高値で取引されているといわれる。長澤均は「サンドラ・ジュリアンが日本の男性誌のグラビアを飾ったことが切っ掛けで、欧米産のエロティック映画が大量に輸入されるようになった。日本に於ける洋物ポルノ文化の始まりは、ほとんどサンドラ・ジュリアン人気から始まったといってよい」と評している
仮面ライダーV3の風見志郎役など、特撮ヒーロー物で著名な宮内洋の東映プログラムピクチャー時代の映画である。

## 宣伝
日仏ポルノ女優の共演というキャッチコピーは大きな話題を呼んだ。東映宣伝部もB面添えもの扱いではなく『関東テキヤ一家 浅草の代紋』とフィフティフィフティの強力二本立て興行を決めた。
レジャー新聞には全面広告を掲載し、『現代ポルノ伝 先天性淫婦』の単独上映の大作のように見える大きな広告を打ち、ポルノが一般作品を凌駕したような印象を与えた。

## 作品の評価

### 興行成績
当たったとされる。

## エピソード
前述のようにハイライトシーンで、サンドラ・ジュリアンが淫夢で、全身刺青ヤクザ三人に犯されるうちの一人がノンクレジットの名和宏だが、名和はサンドラの京都での案内役を務めた。名和は『週刊ポスト』1972年5月12日号のインタビューで「サンドラは役者としてじゃなく一人の男として俺に惚れたんだ。『徳川セックス禁止令 色情大名』は『相手役がムッシュ名和ならOKよ』と条件を付けた。サンドラは髪もきれいだし、体のサイズもミディアムで実にいい。肌はソバカスもなくきれいだし、外国人特有の体臭もない。胸もきれいだし、膝から下も抜群だよ。体は99点以上はつけられる。ゴシップでは俺がサンドラと寝たことになってそうだけど、残念ながらセックスはしてないんだな。でもフランスに彼女に会いに行くんだ」などと話した。

## 影響
映画も当り、サンドラ・ジュリアンに好感を持った東映は、1972年の『徳川セックス禁止令 色情大名』で再びサンドラを招聘し、設立した東映洋画でサンドラの『私は多淫な女』『色情狂の女』を買い付け、日本で配給した。最初はマジメと評判をとっていたサンドラだったが、『徳川セックス禁止令 色情大名』撮影で来日した時は、フランスからヒモを連れて来て、酒を飲んで夜遊びするようになり、撮影に遅れたり、撮影遅れに文句を言うようになりスタッフを困らせ、ギャラで揉めたとも「脱ぐのはイヤ」と言ったともいわれ、このためサンドラの招聘は打ち切り、サンドラに続く外国人ポルノ女優として、ポルノの本場・スウェーデンからクリスチーナ・リンドバーグの招聘を決め、凡天太郎原作の『女不良姐御伝』（『不良姐御伝 猪の鹿お蝶』）で池玲子と共演させることを決めた。 
伴ジャクソンは、「サンドラ・ジュリアン、クリスチーナ・リンドバーグ、シャロン・ケリー、ハリー・リームス、彼ら海外ポルノ陣の"性の黒船"なくして、日本の性情報の開国はあり得なかった。四人の偉大な先陣達」と評価している。サンドラ・ジュリアンは最初の"性の黒船"であった。

## 映像ソフト
- 2008年5月21日、東映ビデオからDVDが発売された[18]。

## 同時上映
『関東テキヤ一家 浅草の代紋』
- 主演：菅原文太／監督：原田隆司
- 関東テキヤ一家シリーズ第5作。